# Vlkaneč
Vlkaneč (německy Wilkanetsch) je obec v okrese Kutná Hora ve Středočeském kraji. Leží asi 21 kilometrů jihovýchodně od Kutné Hory a třináct jižně od města Čáslav. Žije v ní 632 obyvatel. Součástí obce jsou i vesnice Kozohlody a Přibyslavice.

## Historie
První písemná zmínka o obci pochází z roku 1226.
V obci Vlkaneč (305 obyvatel, telegrafní úřad, poštovna, katol. kostel) byly v roce 1932 evidovány tyto živnosti a obchody: družstvo pro rozvod elektrické energie ve Vlkanči, holič, 2 hostince, kolář, kovář, krejčí, obuvník, pekař, porodní asistentka, řezník, skladiště, obchod se smíšeným zbožím, spořitelní a záložní spolek pro Vlkaneč, výroba hospodářských strojů, trafika, truhlář.

## Obyvatelstvo
| Rok            | 1869 | 1880 | 1890 | 1900 | 1910 | 1921 | 1930 | 1950 | 1961 | 1970 | 1980 | 1991 | 2001 | 2011 | 2021 |
| -------------- | ---- | ---- | ---- | ---- | ---- | ---- | ---- | ---- | ---- | ---- | ---- | ---- | ---- | ---- | ---- |
| Počet obyvatel | 878  | 892  | 805  | 819  | 871  | 898  | 928  | 783  | 803  | 755  | 696  | 648  | 610  | 576  | 608  |
| Počet domů     | 131  | 135  | 128  | 142  | 139  | 142  | 174  | 194  | 197  | 195  | 184  | 207  | 234  | 242  | 258  |

## Obecní správa

### Územněsprávní začlenění
Dějiny územněsprávního začleňování zahrnují období od roku 1850 do současnosti. V chronologickém přehledu je uvedena územně administrativní příslušnost obce v roce, kdy ke změně došlo:
- 1850 země česká, kraj Pardubice, politický okres Chotěboř, soudní okres Habry[7]
- 1855 země česká, kraj Čáslav, soudní okres Habry
- 1868 země česká, politický okres Čáslav, soudní okres Habry
- 1939 země česká, Oberlandrat Kolín, politický okres Čáslav, soudní okres Habry[8]
- 1942 země česká, Oberlandrat Praha, politický okres Čáslav, soudní okres Habry[9]
- 1945 země česká, správní okres Čáslav, soudní okres Habry[10]
- 1949 Pardubický kraj, okres Čáslav[11]
- 1960 Středočeský kraj, okres Kutná Hora
- 2003 Středočeský kraj, obec s rozšířenou působností Čáslav

### Obecní symboly
Znak a vlajka byly obci uděleny rozhodnutím předsedy Poslanecké sněmovny Parlamentu České republiky dne 23. března 2021.

## Doprava
Dopravní síť
- Pozemní komunikace – Do obce vedou silnice III. třídy.

- Železnice – Obcí vede železniční trať 230 Kolín - Kutná Hora - Havlíčkův Brod. Je to dvoukolejná elektrizovaná celostátní trať zařazená do evropského železničního systému, doprava byla zahájena roku 1869.

Veřejná doprava 2011
- Autobusová doprava – Obcí projížděla příměstská autobusová linka Čáslav-Zbýšov-Zbýšov,Chlum (v pracovní dny 5 spojů) (dopravce Veolia Transport Východní Čechy, a. s.).

- Železniční doprava – V železniční stanici Vlkaneč zastavovalo v pracovní dny 12 párů osobních vlaků, o víkendu 7 párů osobních vlaků.

## Pamětihodnosti
- Kostel svatého Jakuba Staršího
- Fara
- Usedlost čp. 42

## Galerie

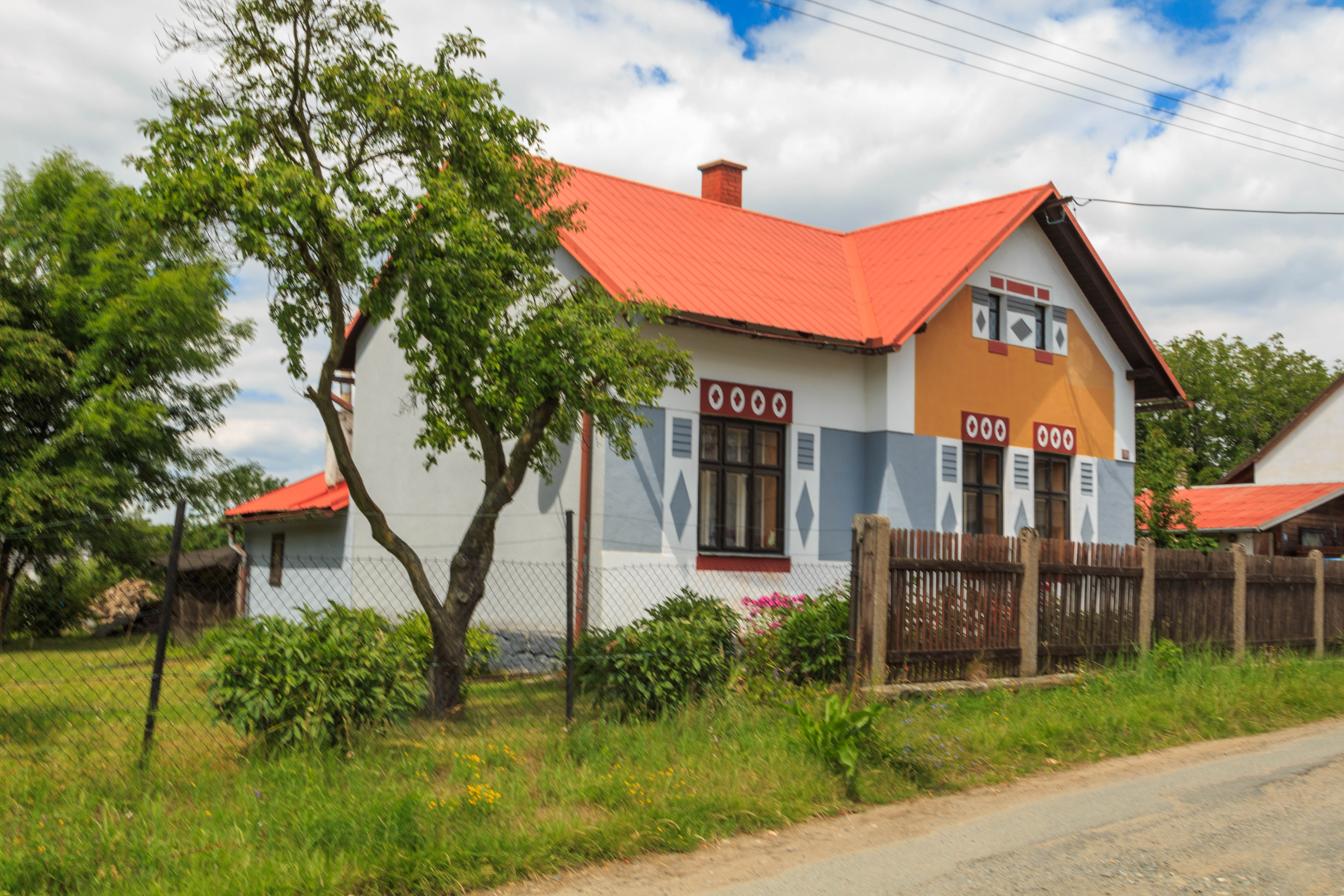
Vlkaneč čp. 59
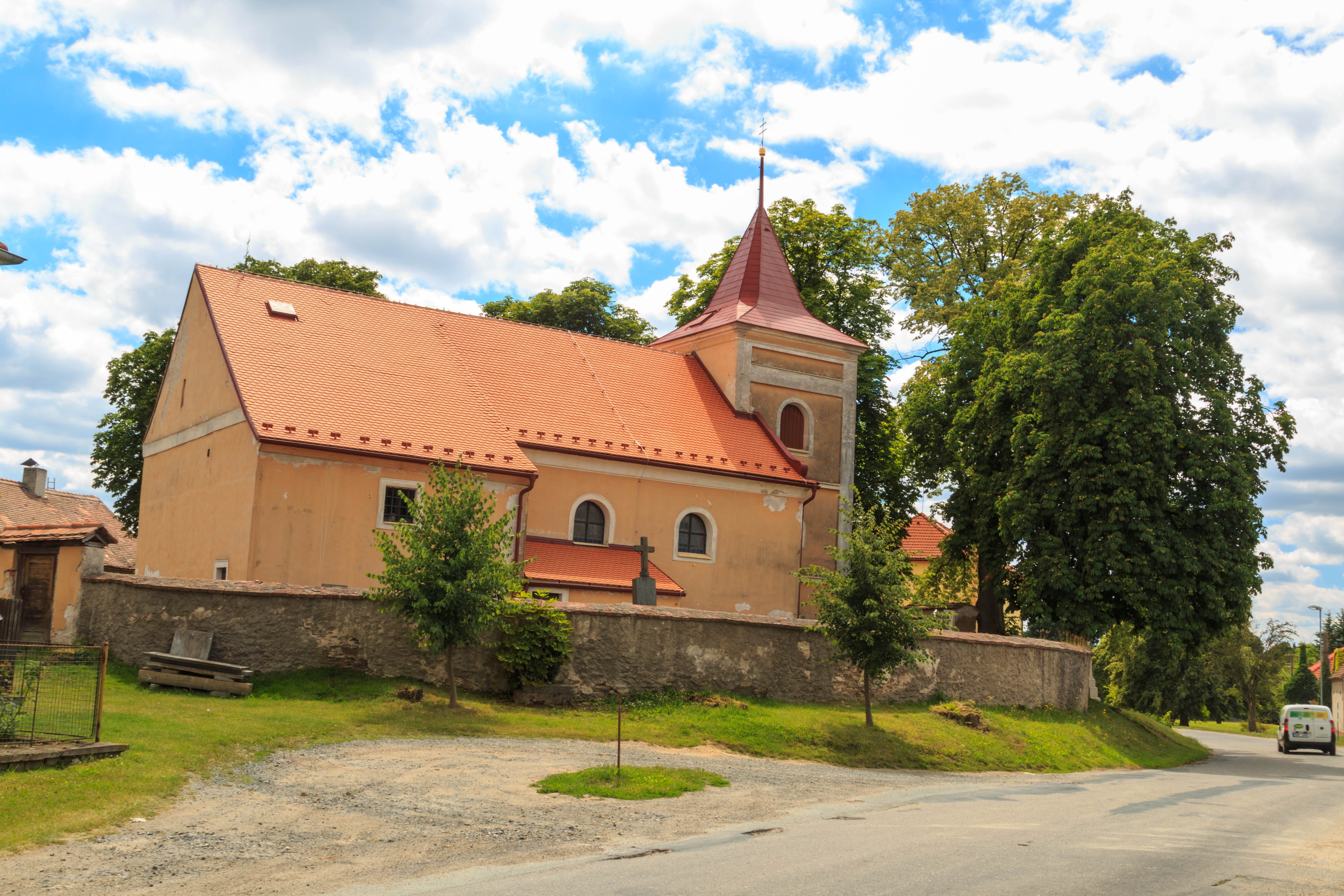
Kostel svatého Jakuba Většího ve Vlkanči
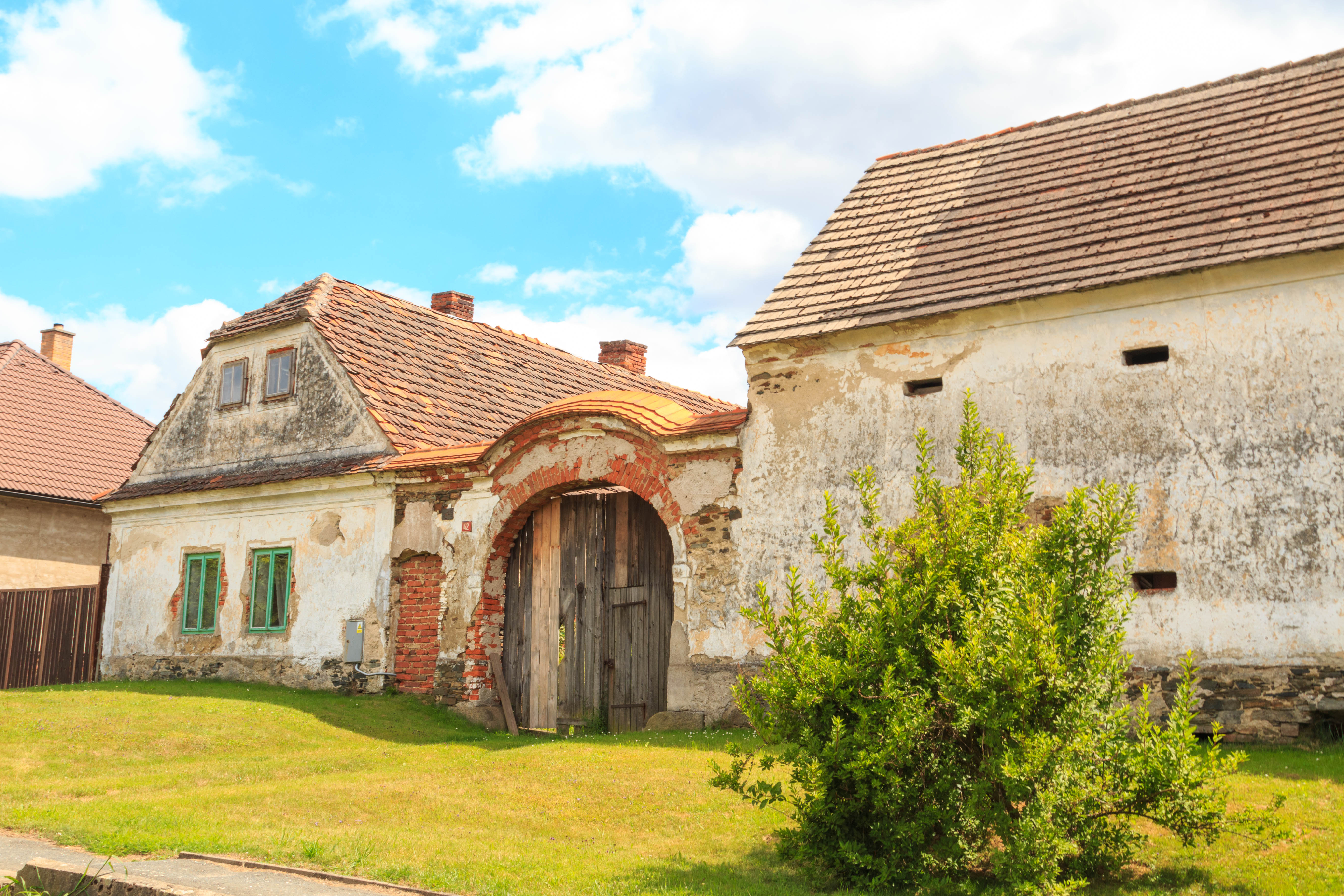
Usedlost čp. 42, Vlkaneč
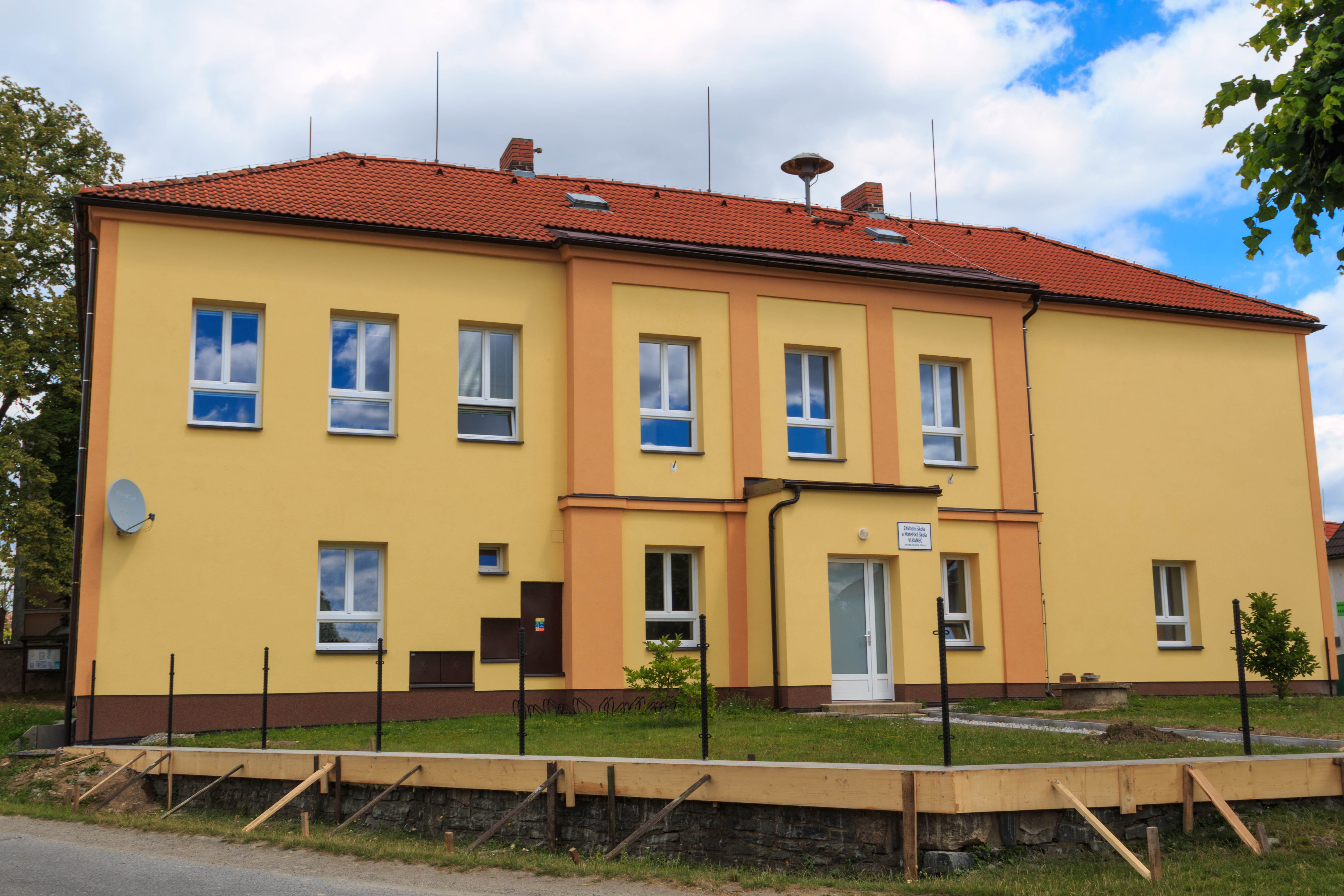
Vlkaneč škola.jpg